# Caisse nationale de sécurité sociale des non-salariés
La Caisse nationale de sécurité sociale des non-salariés (CASNOS), gère la sécurité sociale et la retraite des travailleurs indépendants, artisans, agriculteurs, industriels et Commerçant et professions libérales.

## Historique
La CASNOS est créée par un décret exécutif no 92/07 du 4 janvier 1992, elle est chargée de la protection sociale des catégories professionnelles non-salariés, commerçants, artisans, industriels, agriculteurs, membres des professions libérales.